# Walterskirchen (Adelsgeschlecht)

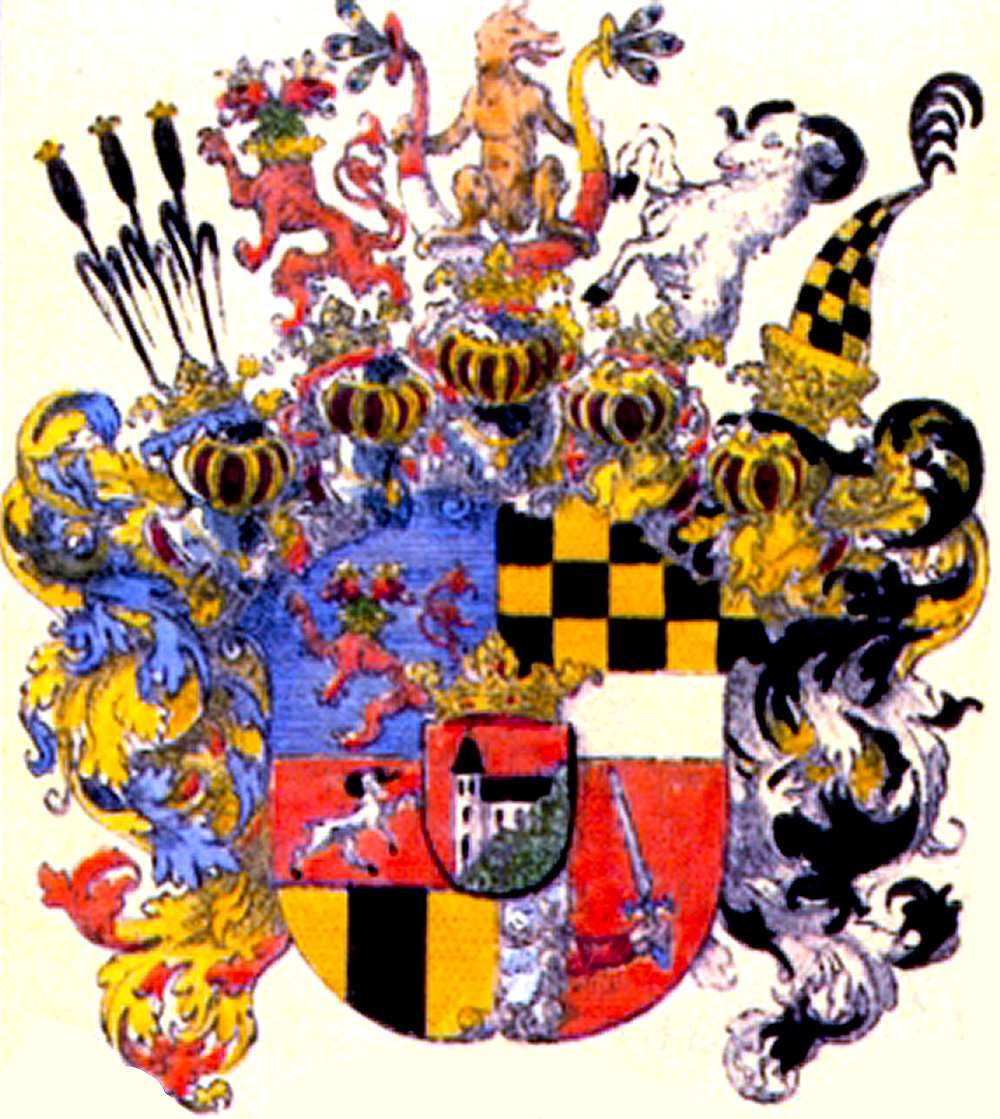
Wappen der Grafen Walterskirchen

Walterskirchen war ein österreichisches Adelsgeschlecht.

## Geschichte
Die Familie war seit dem 16. Jahrhundert zu Wolfsthal beheimatet, nachdem Otto Wilhelm zu Walterskirchen und Hundsheim im Jahre 1544 die „Veste Wolfsthal“ und die Pottenburg als sein Eigen erworben hatte. Beide sind noch heute im Besitz der Familie.
Die Familie wurde 1643 vom erbländisch-österreichischen rittermäßigen Adelsstand in den Freiherrenstand erhoben, am 9. April 1907 in den österreichischen Grafenstand. Als eines von 64 gräflichen Geschlechtern hatte es einen erblichen Sitz im Herrenhaus, dem Oberhaus des österreichischen Reichsrates.

## Wappen
- Stammwappen: In Rot aus einem grünen Waldgebirge halb hervor erscheinend eine aus silbernen Quadern erbaute Kirche mit rotem Dach. Der Stechhelm mit rot-goldenen Decken trägt auf einem rot-silbernen Wulst mit links abfliegenden Enden zwischen 2 roten Büffelhörnern die Kirche mit dem Waldgebirge.
- Gemehrte Wappen von 1546: 
  - I. Gespalten, rechts das Stammwappen, aber die Kirche mit schwarzem Schieferdach, links in Gold ein rechtshin aufgerichteter Wolf (Wolfsthaler). Der gekrönte Turnierhelm mit rechts rot–silbernen, links rot–goldenen Decken trägt den Wolf auf die Hinterläufe niedergetan zwischen zwei in den Mundlöchern mit je 8 grünen, gespiegelten Pfauenfedern besteckten Büffelhörnern, von welchen das rechte rot–silbern, das linke gold–rot geteilt ist.
  - II. Geviert: 1 u. 4 das Stammwappen 2 u. 3 in Gold ein rechtshin aufgerichteter Wolf (Wolfsthaler). Der Helm wie bei I.
- Freiherrnwappen von 1643: Geviert mit gold–gekröntem rotem Mittelschild, worin von links aus einem grünen Wald eine silberne Kirche erscheint mit zwei Fenstern nebeneinander, schwarzem Dach und an der Kirche ein über das Dach erhöhter schwarz–gedeckter silkberner spitziger Kirchturm mit goldenem Knopf, aufgesetztem Kreuz, drei (1:2) Fenstern und Tor. Feld 1: in Blau ein roter zweiköpfiger auf beiden Köpfen gold–gekrönter rechtsspringender Panther mit doppeltem Schwanz, dessen beide grünen Hälse von einer goldenen Laubkrone umspannt sind (Pirkhaim); 2: geteilt, oben schwarz–gold geschacht, unten Blau; 3: geteilt, oben in Rot ein links springender, schwarz–bewehrter Widder, unten in Gold ein schwarzer Pfahl (Raming); 4: in Rot aus einer blauen Wolke am Spalt hervorragend eine ausgestreckte rotbekleidete Hand ein blankes Schwert mit blauem Kreuzgriff zum Streit schwingend. Fünf gekrönte Helme: Der rechte mit blau–gold–roten Decken trägt drei wachsende gold–gekrönte schwarze Mooskolben nebeneinander; der zweite mit rot–silbernen Decken den Panther; der mittlere mit rechts rot–silbernen, links rot−goldenen Decken das Kleinod wie bei II, aber der Wolf mit links gewendetem Kopf, die Hörner mit den Vorderläufen umfassend; der vierte Helm mit rot–silbernen Decken trägt den Widder wachsend und der linke Helm mit gold−schwarz–silbernen Decken ein mit schwarzen Hahnenfedern bestecktes schwarz–golden geschachtes heidnisches Hütchen mit goldenem Stulp.
- Grafenwappen vom 9. April 1907: Ein gevierteter Schild mit einem Herzschild. Das erste blaue Feld des Hauptschildes zeigt ein nach rechts gewendetes zweiköpfiges, doppeltgeschwänztes Ungeheuer mit roten Pantherleibe, zwei grünen, von einer goldenen Laubkrone umfangenen Hälsen und roten, golden gekrönten Adlerköpfen. Das zweite Schildesfeld ist quer geteilt, oben von Schwarz und Gold geschacht, unten silbern. Das dritte gleichfalls quergeteilte Feld zeigt in seiner oberen roten Hälfte einen nach einwärts springenden silberfarbenen, schwarz bewehrten Widder, in der unteren goldenen Hälfte einen schwarzen Pfahl. Im vierten roten Felde ragt aus einer der Spaltungslinie angeschobenen natürlichen Wolke ein rot bekleideter Arm hervor, welcher in bloßer Faust ein blankes Schwert mit blauem Griff und ebensolcher Parierstange schwingt. Der mit einer goldenen Laubkrone geschmückte rote Herzschild zeigt einen aus dem Fußrande schräg nach links aufsteigenden natürlichen Laubwald, aus welchem sich Turm und Schiff einer aus silberfarbenen Quadern erbauten schwarz gedeckten Kirche erheben. Der Turm ist von drei schwarzen, zwei über einem gestellten, Fenstern und einer ebensolchen Türe, das Schiff von zwei nebeneinander gestellten schwarzen Fenstern durchbrochen. Das spitze Turmdach trägt einen vergoldeten Knauf. Auf dem oberen Rande des Hauptschildes ruhen fünf offene gekrönte Turnierhelme, der mittlere und die beiden Helme zur Rechten stahlfarben. die beiden Helme zur Linken vergoldet. Als Helmzier des mittleren, beiderseits von roten, rechts mit Silber, links mit Gold unterlegten Decken umwallten Helmes dienen zwei, in den Mundlöchern mit je drei Pfauenfedern besteckte Büffelhörner, das Horn zur Rechten von Rot über Silber, das zur Linken von Gold über Rot quer geteilt. Zwischen den Büffelhörnern sitzt, den Kopf mit ausgeschlagener Zunge nach links wendend, ein natürlicher die Hörner mit seinen Vorderläufen umfassender Wolf. Aus der Krone des auf dem rechten Obereck des Schildes ruhenden, beiderseits von blauen und roten, mit Gold unterlegten Decken umwallten Helmes wachsen drei schwarze, golden gekrönte Mooskolben empor. Als Zimier des ihm zunächst angereihten, beiderseits von rot–silbernen Decken umgebenen Helmes dient das Ungeheuer des ersten Schildfeldes, gleichfalls nach rechts gewendet. Der sich dem mittleren zur Linken anreihende, beiderseits von rot-silbernen Decken umwallte Helm trägt als Kleinod einen wachsenden silbernen schwarzbewehrten Widder. Der fünfte, auf dem linken Obereck des Schildes ruhende Helm ist beiderseits mit schwarzen, golden und silbern unterlegten Decken umgeben. Seine Krone trägt einen oben mit schwarzen Hahnenfedern besteckten Hut mit schwarz-gold geschachter spitzer Kappe und goldfarbener aufgeschlagener Krempe.

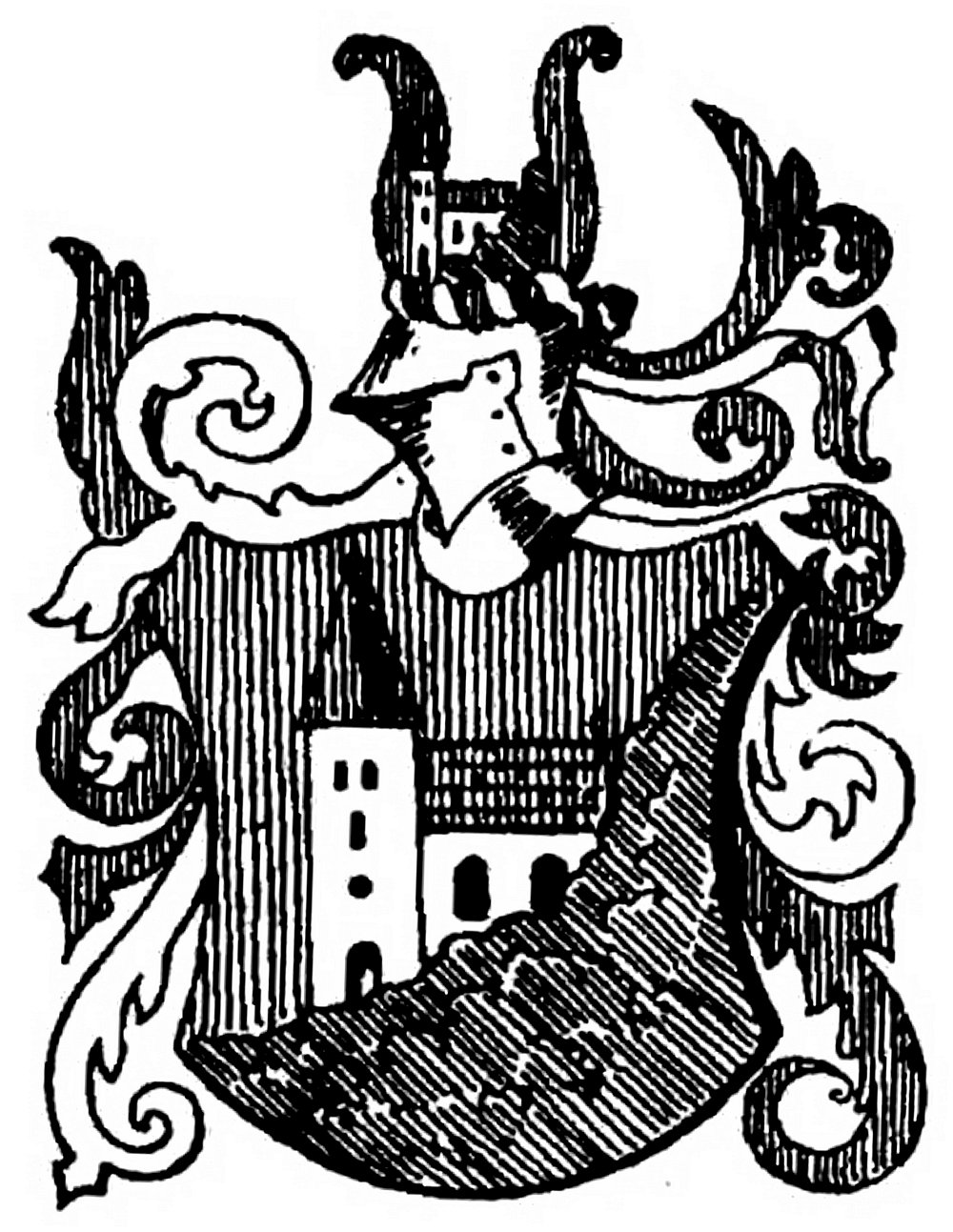
Stammwappen derer von Walterskirchen
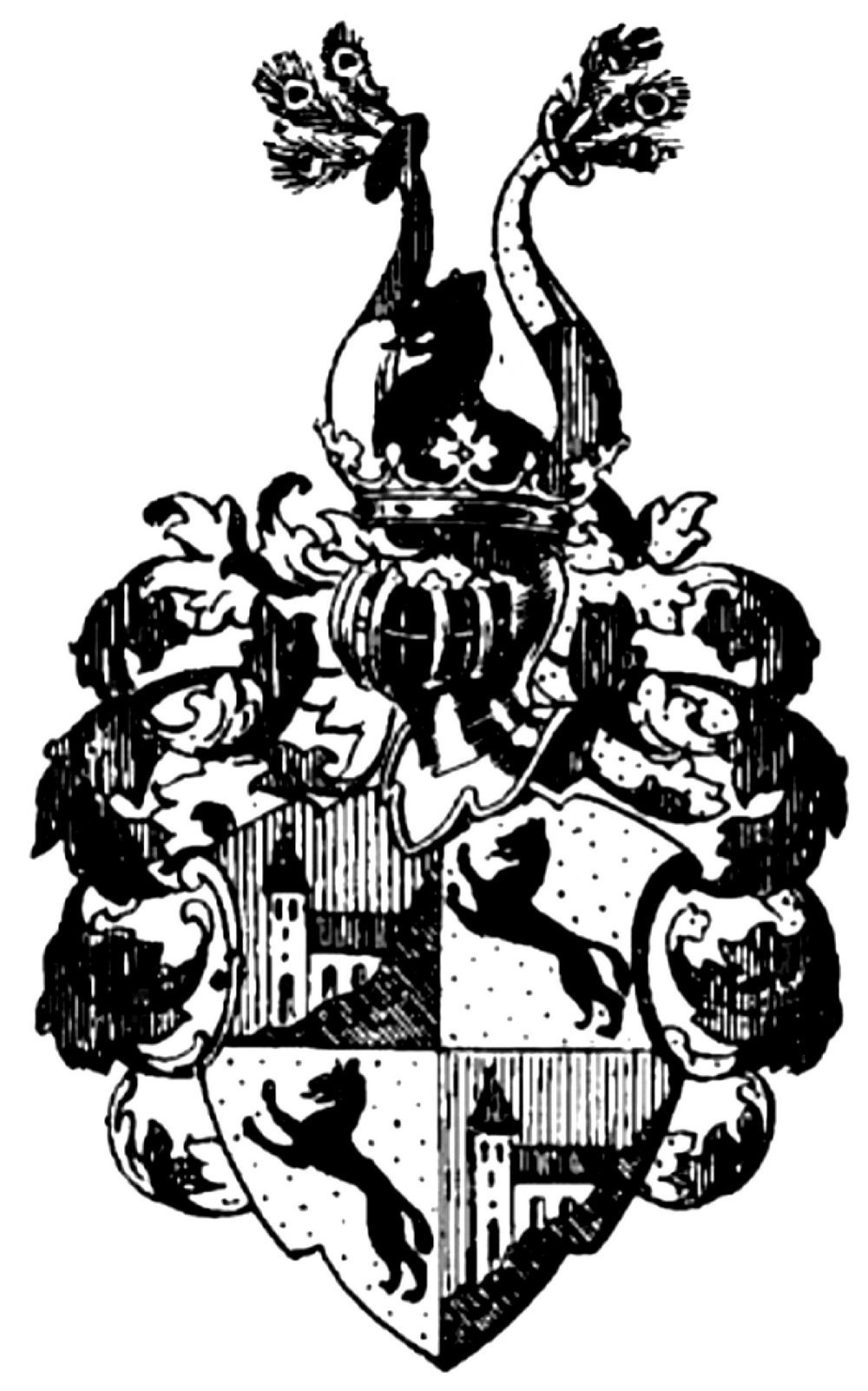
Gemehrtes Wappen derer von Walterskirchen, 1546
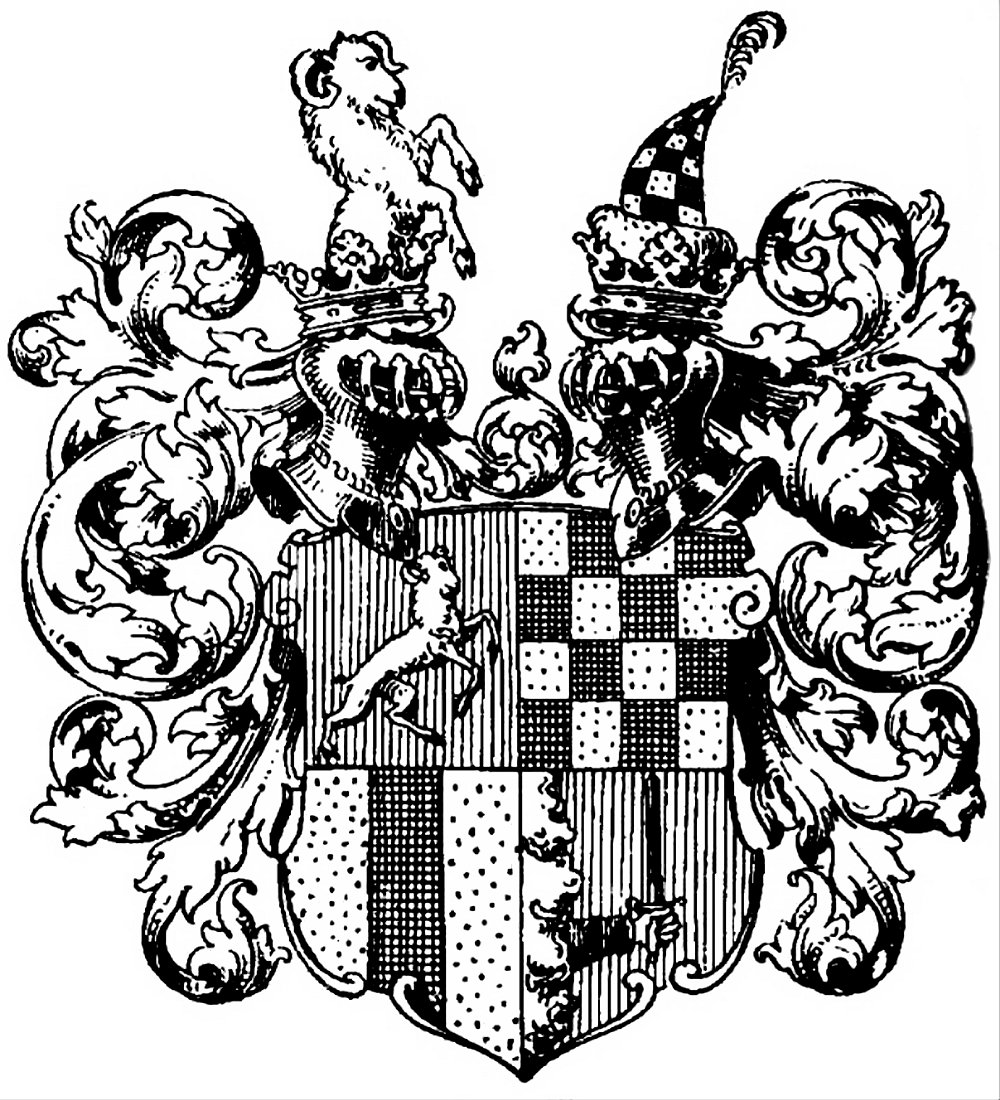
Freiherrnwappen derer von Walterskirchen, 1643
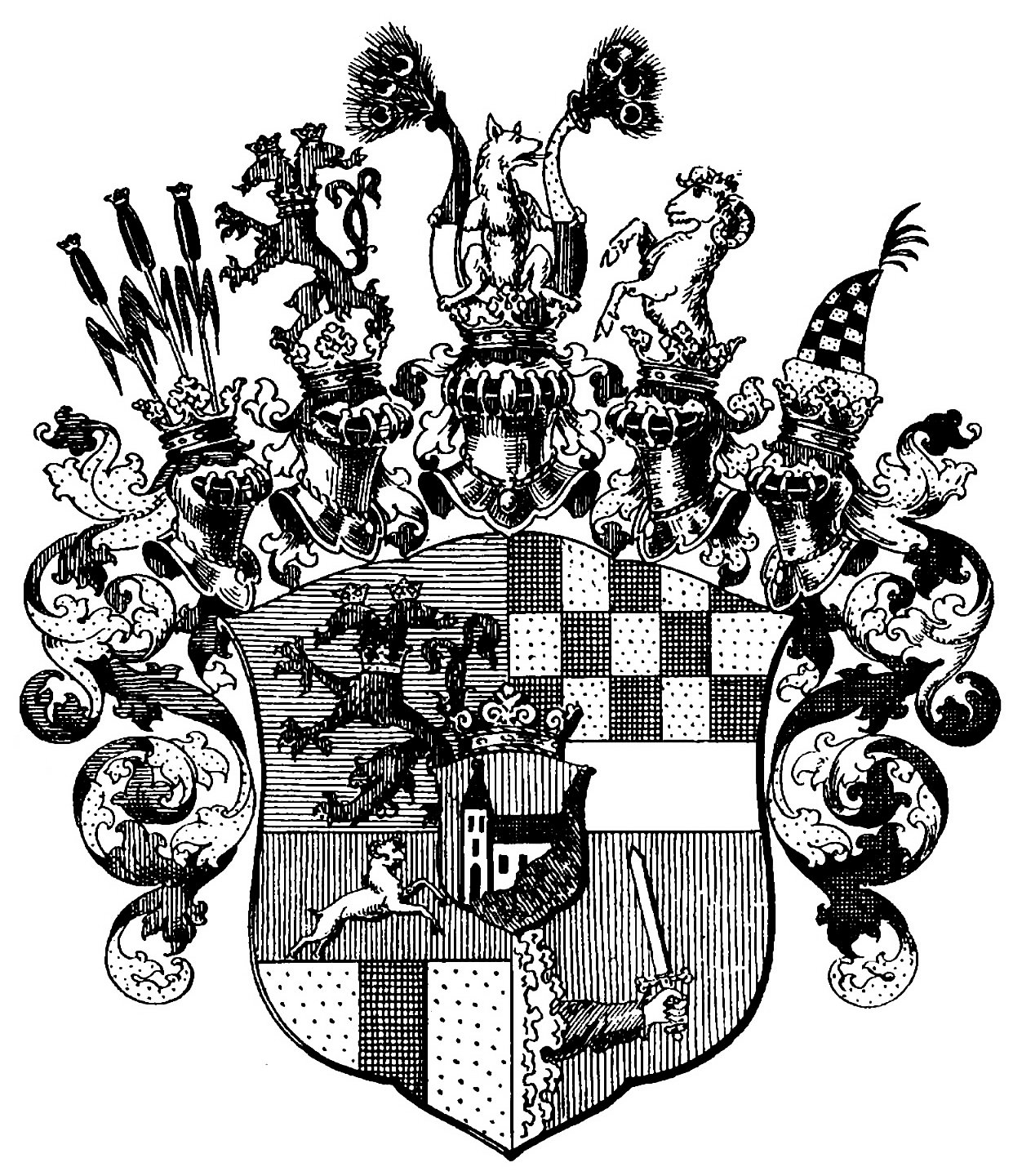
Grafenwappen derer von Walterskirchen, 1907

## Bekannte Familienmitglieder
- Adam Wilhelm von Walterskirchen (1764–1813), Oberstleutnant
- Ernst Wilhelm von Walterskirchen (1829–1891), Gutsbesitzer, Diplomat und Politiker
- Hedwig von Preysing, geb. Walterskirchen (1849–1938), Sozialarbeiterin und Mitbegründerin sozialer Einrichtungen
- Franz Walterskirchen (1862–1933), Gutsbesitzer und Politiker
- Martin Walterskirchen (* 1948), Manager und Präsident der helvetischen Assoziation des Malteserordens

## Besitztümer
Das Gut Walterskirchen befindet sich in Krumpendorf. Das Palais Walterskirchen an der Bräunerstraße 7 im I. Wiener Gemeindebezirk war die Stadtresidenz; es steht unter Denkmalschutz.